# اس‌ام یوسی-۲۷
اس‌ام یوسی-۲۷ (به انگلیسی: SM UC-27) یک زیردریایی بود که طول آن ۱۶۲ فوت ۳ اینچ (۴۹٫۴۵ متر) بود. این زیردریایی در سال ۱۹۱۶ ساخته شد.